# Теорія діяльності
Теорія діяльності (ТД) — загальний термін для ряду еклектичних теорій соціальних наук і досліджень, які сягають корінням у радянську теорію психологічної діяльності, започатковану Сергієм Рубінштейном у 1930-х роках. Пізніше його пропагував і популяризував Олексій Леонтьєв. Деякі сліди теорії на початку її можна також знайти в кількох роботах Льва Виготського. Ці вчені прагнули зрозуміти людську діяльність як системне та соціально обумовлене явище та вийти за рамки парадигм рефлексології (вчення Володимира Бехтерєва та його послідовників) та умовного рефлексу (вчення Івана Павлова та його школи), психоаналізу та біхевіоризму. Теорія стала однією із основних психологічних підходів у колишньому СРСР, широко застосовуючись як у теоретичній, так і в прикладній психології, а також в освіті, професійній підготовці, ергономіці, соціальній психології та психології праці.
Теорія діяльності є скоріше описовою метатеорією або структурою, ніж теорією прогнозування. Вона розглядає всю систему роботи/діяльності (включно з командами, організаціями тощо), крім одного учасника чи користувача. Вона враховує середовище, історію людини, культуру, роль артефакту, мотивацію та складність реальної життєвої діяльності. Одна з сильних сторін ТД полягає в тому, що вона долає розрив між окремим суб'єктом і соціальною реальністю — вона вивчає обидва через посередницьку діяльність. Одиницею аналізу в ТД є концепція об'єктно-орієнтованої, колективної та культурно опосередкованої діяльності людини, або системи діяльності. Ця система включає об'єкт (або об'єкт), суб'єкт, опосередковуючи артефакти (знаки та інструменти), правила, спільність і розподіл праці. Мотив діяльності в ТД створюється через напруженість і протиріччя всередині елементів системи. За словами етнографа Бонні Нарді, провідного теоретика ТД, теорія діяльності «зосереджується на практиці, що позбавляє від необхідності відрізняти „прикладну“ від „чистої“ науки — розуміння повсякденної практики в реальному світі є самою метою наукової практики. .. Предметом теорії діяльності є розуміння єдності свідомості і діяльності». Цей підхід, іноді званий «теорією культурно-історичної діяльності», особливо корисний для вивчення групи, яка існує «здебільшого у віртуальній формі, її комунікація опосередкована переважно електронними та друкованими текстами». Теорія культурно-історичної діяльності відповідно також була застосована до теорії жанру в рамках композиційних досліджень, щоб розглянути, як квазістабілізовані форми спілкування впорядковують стосунки та роботу, формуючи спільні знання та цінності як в освітніх, так і на робочих місцях.
ТД особливо корисна як лінза в методологіях якісних досліджень (наприклад, етнографія, тематичні дослідження). ТД надає метод розуміння й аналізу явища, пошуку закономірностей і висновків щодо взаємодій, опису явищ і представлення явищ за допомогою вбудованої мови та риторики. Конкретна діяльність — це цілеспрямована або цілеспрямована взаємодія суб'єкта з об'єктом шляхом використання засобів. Ці інструменти є екстеріоризованими формами психічних процесів, що проявляються в конструктах, фізичних чи психологічних. У результаті поняття інструментів в ТД є широким і може включати стаціонарні, цифрові пристрої, бібліотечні матеріали або навіть фізичні місця для зустрічей. ТД визнає інтерналізацію та екстерналізацію когнітивних процесів, пов'язаних із використанням інструментів, а також трансформацію або розвиток, що є результатом взаємодії.

## Історія
Витоки теорії діяльності можна простежити до кількох джерел, які згодом породили різні взаємодоповнюючі та переплетені напрями розвитку. Ця розповідь буде зосереджена на трьох найважливіших із цих напрямків. Перший пов'язаний з Московським інститутом психології і, зокрема, з «трійкою» молодих російських дослідників Виготського, Леонтьєва і Лурії. Виготський заснував культурно-історичну психологію, область, яка стала основою сучасної ТД; Леонтьєв, один з головних засновників теорії діяльності, як розвивав, так і критикував роботи Виготського. Формулювання загальної теорії діяльності Леонтьєва в даний час має сильний вплив на пострадянські розробки в ТД, які в основному стосуються соціально-наукових, організаційних та письмових досліджень, а не психологічних досліджень та організації.
Другий важливий напрямок розвитку в рамках теорії діяльності включає російських вчених, таких як Петро Анохін і Микола Бернштейн, які більш безпосередньо займаються нейрофізіологічними основами діяльності; її заснування пов'язують з радянським філософом-психологом Сергієм Рубінштейном. Ця робота згодом була розроблена такими дослідниками, як Пушкін, Зінченко та Гордєєва, Пономаренко, Зараковський та інші, і в даний час найбільш відома завдяки роботам з системно-структурної теорії діяльності, які виконуються Григорієм Бєдним та його співробітниками, включаючи фокус щодо застосування цієї теорії, а також інших пов'язаних теорій.
Нарешті, у західному світі дискусії та використання ТД в основному обрамляються скандинавською теорією діяльності, розробленою Юр'є Енгестремом.

### Росія
Після ранньої смерті Виготського Леонтьєв лідером дослідницької групи, нині відомої як Харківська психологічна школа, став і значно по-новому розширив рамки досліджень Виготського. Леонтьєв вперше розглянув психологію тварин, дивлячись на різний ступінь наявності у тварин розумових процесів. Він прийшов до висновку, що рефлексіонізм Павлова не є достатнім поясненням поведінки тварин і що тварини мають активне ставлення до дійсності, яке він назвав «активністю». Зокрема, поведінку вищих приматів, таких як шимпанзе, можна пояснити лише формуванням у мавп багатофазних планів за допомогою інструментів.
Потім Леонтьєв перейшов до людей і вказав, що люди здійснюють «дії», які самі по собі не задовольняють потреби, але сприяють кінцевому задоволенню потреби. Часто ці дії мають сенс лише в соціальному контексті спільної трудової діяльності. Це привело його до різниці між «діяльністю», яка задовольняє потребу, і «діями», які становлять діяльність. Леонтьєв також стверджував, що діяльність людини відображається в її психічній діяльності, тобто (за його словами) матеріальна дійсність «пред'являється» свідомості, але тільки в її життєвому змісті або значенні.
Діяльнісна теорія також вплинула на розвиток організаційно-діяльнісної гри, розробленої Георгієм Щедровицьким.

### Скандинавія
ТД залишався практично невідомим за межами Радянського Союзу до середини 1980-х років, коли його підхопили скандинавські дослідники. Перша міжнародна конференція з теорії діяльності відбулася лише в 1986 році. Найперша нерадянська стаття, яку цитує Нарді, — стаття 1987 року Йрьо Енгестрема: «Навчання шляхом розширення». Це призвело до переформулювання AT. Куутті зазначає, що термін «теорія діяльності» «можна використовувати в двох значеннях: посилаючись на оригінальну радянську традицію або посилаючись на міжнародну, багатоголосу спільноту, яка застосовує оригінальні ідеї та розвиває їх далі».
Скандинавська школа ТД прагне інтегрувати та розвивати концепції культурно-історичної психології Виготського та теорії діяльності Леонтьєва із західними інтелектуальними розробками, такими як когнітивна наука, американський прагматизм, конструктивізм та акторно-мережева теорія. Вона відома як скандинавська теорія діяльності. Роботи з системно-структурної теорії діяльності ведуться також дослідниками США та Великій Британії.
Частина змін є систематизацією робіт Леонтьєва. Хоча виклад Леонтьєва чіткий і добре структурований, він не так добре структурований, як формулювання Йрьо Енгестрема. Каптелінін зауважує, що Енгестрем «запропонував схему діяльності, відмінну від схеми Леонтьєва; вона містить три взаємодіючі суб'єкти — індивід, об'єкт і спільноту — замість двох компонентів — індивіда і об'єкта — в оригінальній схемі Леонтьєва».
Деякі зміни були внесені, очевидно, шляхом імпорту понять із теорії взаємодії людини та комп'ютера. Наприклад, було введено поняття правил, якого немає у Леонтьєва. Також у 1970-1980-х роках було введено поняття колективного суб'єкта (Леонтьєв має на увазі «спільну трудову діяльність», але суб'єктами діяльності є лише індивіди, а не групи).

## Теорія

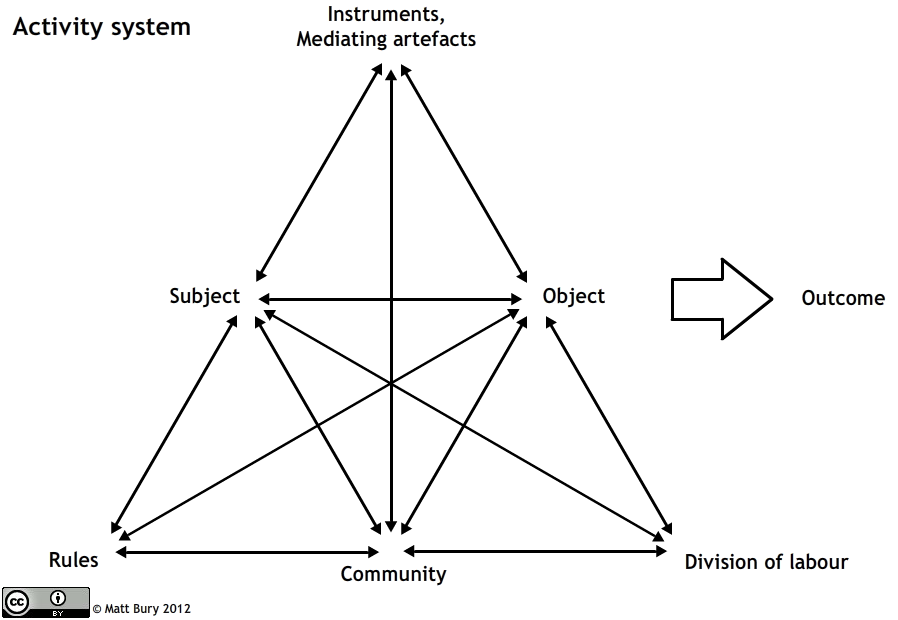
Діаграма системи діяльності

Метою теорії діяльності є розуміння розумових можливостей окремої людини. Однак він відкидає ізольованих індивідів як недостатню одиницю аналізу, аналізуючи культурні та технічні аспекти людських дій.
Теорія діяльності найчастіше використовується для опису дій у соціально-технічній системі через шість пов'язаних елементів (Брайант та ін., як визначено Леонтьєвим 1981 і перевизначено в Енгестрем 1987) концептуальної системи, розширеної теоріями з більш нюансами:
- Об'єктність — мета діяльності системи. Об'єкт відноситься до об'єктивності реальності; елементи вважаються об'єктивними відповідно до природничих наук, але також мають соціальні та культурні властивості.
- Суб'єкт або інтерналізація — актори, залучені до діяльності; традиційне уявлення про психічні процеси
- Спільнота чи екстерналізація — соціальний контекст; всі актори, що беруть участь у системі діяльності
- Інструменти або посередництво інструментів — артефакти (або концепції), що використовуються акторами в системі (як матеріальні, так і абстрактні артефакти). Інструменти впливають на взаємодію актор-структура, вони змінюються з накопиченням досвіду. Крім фізичної форми розвиваються і знання. Інструменти залежать від культури, і їх використання є способом накопичення та передачі соціальних знань. Інструменти впливають як на агентів, так і на структуру.
- Поділ праці — соціальні верстви, ієрархічна структура діяльності, розподіл діяльності між суб'єктами системи
- Правила — умовності, рекомендації та правила, що регулюють діяльність у системі

Теорія діяльності допомагає пояснити, як соціальні артефакти та соціальна організація опосередковують соціальну дію (Брайант та ін.).

## Інформаційні системи
Застосування теорії діяльності до інформаційних систем походить від роботи Бонні Нарді та Карі Куутті. Робота Куутті розглядається нижче. Підхід Нарді коротко виглядає так: Нарді (стор. 6) описав теорію діяльності як «…потужний і прояснюючий описовий інструмент, а не сильно прогностична теорія. Метою теорії діяльності є розуміння єдності свідомості та діяльності… Теоретики діяльності стверджують, що свідомість — це не набір дискретних безтілесних когнітивних актів (прийняття рішень, класифікація, запам'ятовування), і, звичайно, не мозок; скоріше, свідомість знаходиться в повсякденній практиці: ви є тим, що ви робите». Нарді (стор. 5) також стверджував, що «теорія діяльності пропонує чітке поняття посередництва — весь людський досвід формується інструментами та системами знаків, які ми використовуємо». Нарді (стор. 6) пояснив, що «основний принцип теорії діяльності полягає в тому, що поняття свідомості є центральним для зображення діяльності. Виготський описав свідомість як феномен, який об'єднує увагу, намір, пам'ять, мислення та мову…» і (стор. 7) «Теорія діяльності, з її акцентом на важливості мотиву і свідомості, які притаманні лише людині, розглядає людей і речі як фундаментально різні. Люди не зводяться до „вузлів“ чи „агентів“ у системі; „обробка інформації“ не розглядається як щось, що можна моделювати однаково для людей і машин».
У пізнішій роботі Нарді та ін., порівнюючи теорію діяльності з когнітивною наукою, стверджують, що «теорія діяльності — це перш за все соціальна теорія свідомості», а тому… «теорія діяльності прагне визначити свідомість, тобто всі психічні функції, включаючи запам'ятовування, прийняття рішень, класифікацію, узагальнення, абстрагування тощо, як продукт нашої соціальної взаємодії з іншими людьми та використання нами інструментів». Для теоретиків діяльності «свідомість», схоже, відноситься до будь-якого психічного функціонування, тоді як більшість інших підходів до психології розмежовують свідомі та несвідомі функції.
За останні 15 років використання та дослідження теорії діяльності в інформаційних системах зросли. Один напрямок досліджень зосереджений на змінах, опосередкованих технологіями, і впровадженні технологій і тому, як вони порушують, змінюють і покращують організаційну робочу діяльність. У цих дослідженнях системи діяльності використовуються для розуміння виникаючих протиріч у трудовій діяльності, які тимчасово вирішуються за допомогою інформаційних систем (інструментів) та/або виникають внаслідок впровадження інформаційних систем. Інформатичні науки використовують подібний підхід до теорії діяльності, щоб зрозуміти інформаційну поведінку «в контексті».
У сфері інформаційно-комунікаційних технологій (ІКТ) і розвитку (область дослідження в інформаційних системах) теорія діяльності також використовувалася для інформування про розробку ІТ-систем і для створення рамок для вивчення ІКТ в умовах розвитку.
Крім того, Etengoff & Daiute провели нещодавню роботу, досліджуючи, як інтерфейси соціальних медіа можна продуктивно використовувати для посередництва в конфліктах. Їхня робота проілюструвала цю точку зору за допомогою аналізу онлайн-взаємодій між геями та членами їхніх релігійних сімей і зусиль молодих сунітів-мусульман підтримувати позитивну етнічну ідентичність через релігійні онлайн-форуми в контексті після 9/11.

## Взаємодія людина–комп'ютер
Поява персонального комп'ютера поставила під сумнів зосередженість традиційних розробників систем на мейнфреймових системах для автоматизації існуючих робочих рутин. Крім того, з'явилася потреба зосередитися на тому, як працювати з матеріалами та об'єктами за допомогою комп'ютера. У пошуках теоретичних і методичних перспектив, придатних для вирішення питань гнучкості і більш досконалого посередництва між людиною, матеріалом і результатами через інтерфейс, здавалося перспективним звернутися до ще досить молодої дослідницької традиції HCI, яка виникла в основному в США (для подальшого обговорення див. Bannon & Bødker, 1991).
Зокрема, когнітивістським теоріям бракувало засобів для вирішення низки проблем, які виникли в результаті емпіричних проектів (див. Bannon & Bødker, 1991):
1. Багато ранніх просунутих користувацьких інтерфейсів припускали, що користувачі самі є дизайнерами, і, відповідно, будувалися на припущенні про типового користувача, без урахування кваліфікації, робочого середовища, розподілу роботи тощо.
2. Зокрема, роль артефакту, який стоїть між користувачем і його матеріалами, об'єктами та результатами, була недостатньо зрозумілою.
3. При валідації результатів і проектів основна увага приділялася користувачам-початківцям, тоді як повсякденному використанню досвідченими користувачами і проблемам розвитку експертизи майже не приділялося уваги.
4. Детальний аналіз завдань і ідеалізовані моделі, створені на основі аналізу завдань, не змогли відобразити складність і непередбачуваність реальних дій.
5. З точки зору складних робочих ситуацій, вражаючим було те, що більшість HCI були зосереджені на одному користувачеві — одному комп'ютері, на відміну від постійної співпраці та координації реальних робочих ситуацій (ця проблема пізніше призвела до розвитку кооперативної праці з допомогою комп'ютера).
6. Користувачі в основному розглядалися як об'єкти дослідження.
Через ці недоліки необхідно було вийти за межі когнітивної науки HCI, щоб знайти або розробити необхідну теоретичну платформу. Європейська психологія пішла іншим шляхом, ніж американська, надихаючись діалектичним матеріалізмом (Hydén 1981, Engeström, 1987). Такі філософи, як Хайдеггер і Вітгенштейн, зіграли важливу роль, насамперед через обговорення обмежень ШІ (Winograd & Flores 1986, Dreyfus & Dreyfus 1986). Сучмен (1987) з подібним фокусом ввів етнометодологію в дискусії, а Ен (1988) заснував свій трактат про дизайн комп'ютерних артефактів на Марксі, Гайдеггері та Вітгенштейні. Розвиток теоретичного кута діяльності в першу чергу здійснювався Бодкером (1991, 1996) і Куутті (Баннон і Куутті, 1993, Куутті, 1991, 1996), обидва сильно надихалися скандинавськими групами теорії діяльності в психології. Беннон (1990, 1991) і Грудін (1990a і b) зробили значний внесок у розвиток підходу, зробивши його доступним для аудиторії HCI. Робота Каптелініна (1996) була важливою для зв'язку з раннім розвитком теорії діяльності в Росії. Нарді підготував досі найбільш придатну колекцію літератури з теоретичної діяльності HCI (Nardi, 1996).

### Системно-структурна теорія діяльності (ССТД)
Наприкінці 1990-х років група російських та американських теоретиків діяльності, що працювали в системно-кібернетичній традиції Бернштейна та Анохіна, почала публікувати англомовні статті та книги, присвячені темам людського фактору та ергономіки, а останнім часом взаємодія людина–комп'ютер. Під рубрикою системно-структурної теорії діяльності (ССТД) ця робота представляє сучасний синтез у теорії діяльності, яка об'єднує культурно-історичні та системно-структурні напрямки традиції (а також інші роботи в радянській психології, такі як Психологія Set) із висновками та методами із західних людських факторів/ергономіки та когнітивної психології.
Розробка ССТД була спеціально орієнтована на аналіз і проектування основних елементів трудової діяльності людини: завдань, інструментів, методів, об'єктів і результатів, а також навичок, досвіду та здібностей залучених суб'єктів. ССТД розробила методики як для якісного, так і для кількісного опису трудової діяльності. Її дизайн-орієнтований аналіз спеціально зосереджується на взаємозв'язку між структурою та саморегуляцією трудової діяльності та конфігурацією її матеріальних компонентів.

## Пояснення
У цьому розділі представлено короткий вступ до теорії діяльності та деякі короткі коментарі щодо людської творчості в теорії діяльності та наслідки теорії діяльності для неявного знання та навчання.

### Діяльності
Теорія діяльності починається з поняття діяльності. Діяльність розглядається як система людських «дій», за допомогою яких суб'єкт працює над об'єктом з метою отримання бажаного результату. Для цього суб'єкт використовує інструменти, які можуть бути зовнішніми (наприклад, сокира, комп'ютер) або внутрішніми (наприклад, план). Як ілюстрацію можна навести роботу автоматизованого колл-центру. Як ми побачимо пізніше, у цій діяльності може бути задіяно багато суб'єктів, і кожен суб'єкт може мати один або кілька мотивів (наприклад, покращення управління постачанням, кар'єрний ріст або отримання контролю над життєво важливим джерелом енергії організації). Простим прикладом діяльності в колл-центрі може бути телефонний оператор (суб'єкт), який змінює платіжні записи клієнта (об'єкт) таким чином, щоб дані для виставлення рахунків були правильними (результат), використовуючи графічний інтерфейс до бази даних (інструмент).
Куутті формулює теорію діяльності в термінах структури діяльності. «Діяльність — форма діяльності, спрямована на об'єкт, а види діяльності відрізняються одна від одної відповідно до їхніх об'єктів. Перетворення об'єкта на результат мотивує існування діяльності. Об'єкт може бути матеріальною річчю, але може бути і менш відчутним».
Потім Куутті додає третій термін, інструмент, який є «посередником» між діяльністю та об'єктом. «Інструмент водночас і дозволяє, і обмежує: він наділяє суб'єкта в процесі трансформації історично накопиченим досвідом і „викристалізованими“ в ньому навичками, але він також обмежує взаємодію перспективою цього конкретного інструменту або знаряддя; інші потенційні можливості об'єкта залишаються невидимими для суб'єкта…».
Як зауважує Веренікіна, знаряддя праці — це «соціальні об'єкти з певними способами функціонування, виробленими суспільно в процесі праці і можливими лише тому, що вони відповідають цілям практичної дії».

### Рівні
Діяльність моделюється як трирівнева ієрархія. Куутті схематизує процеси в теорії діяльності як трирівневу систему.
Веренікіна перефразовує Леонтьєва, пояснюючи, що «неспівпадіння дії та операцій… проявляється в діях з інструментами, тобто матеріальними об'єктами, які є кристалізованими операціями, а не діями чи цілями. Якщо перед людиною стоїть конкретна мета, скажімо, розібрати машину, то вона повинна використовувати різні операції; не має значення, як були вивчені окремі операції, тому що формулювання операції відбувається інакше, ніж формулювання мети, яка ініціювала дію».
Рівні діяльності також характеризуються своїми цілями: «Діяльність орієнтована на мотиви, тобто об'єкти, які самі по собі спонукають до неї. Кожен мотив — це об'єкт, матеріальний чи ідеальний, який задовольняє потребу. Дії — це процеси, функціонально підпорядковані діяльності, спрямовані на досягнення конкретних усвідомлених цілей… Дії реалізуються через операції, які визначаються реальними умовами діяльності». 
Енгестрем розробив розширену модель діяльності, яка додає інший компонент, спільноту («ті, хто поділяє той самий об'єкт»), а потім додає правила для посередництва між суб'єктом і спільнотою, а також розподіл праці для посередництва між об'єктом і спільнотою.
Куутті стверджує, що «ці три класи слід розуміти широко. Інструментом може бути все, що використовується в процесі трансформації, включаючи як матеріальні інструменти, так і інструменти для мислення. Правила охоплюють як явні, так і неявні норми, конвенції та соціальні відносини в громаді. Поділ праці — це явна та неявна організація спільноти, пов'язана з процесом перетворення об'єкта на результат».
Таким чином, теорія діяльності включає поняття, що діяльність здійснюється в соціальному контексті або конкретно в спільноті. Таким чином, спосіб, у який діяльність вписується в контекст, визначається двома результуючими концепціями:
- правила: вони є як явними, так і неявними та визначають, як суб'єкти мають вписуватися в спільноту;
- поділ праці: це описує те, як об'єкт діяльності відноситься до спільноти.

### Внутрішня площина дії
Теорія діяльності надає низку корисних концепцій, які можуть бути використані для усунення відсутності вираження «м'яких» факторів, які неадекватно представлені в більшості систем моделювання процесів. Одним із таких понять є внутрішній план дії. Теорія діяльності визнає, що кожна діяльність має місце у двох площинах: зовнішній і внутрішній. Зовнішній план представляє об'єктивні компоненти дії, тоді як внутрішній план представляє суб'єктивні компоненти дії. Каптелінін визначає внутрішній план дій як «[…] концепцію, розроблену в теорії діяльності, яка відноситься до здатності людини виконувати маніпуляції з внутрішнім уявленням про зовнішні об'єкти перед початком дій з цими об'єктами в реальності».
Розглянуті вище поняття мотивів, цілей і умов також сприяють моделюванню м'яких факторів. Один із принципів теорії діяльності полягає в тому, що багато видів діяльності мають множинну мотивацію («полімотивація»). Наприклад, програміст, який пише програму, може ставити цілі, пов'язані з кількома мотивами, такими як збільшення його або її річної премії, отримання відповідного досвіду кар'єри та внесок у досягнення цілей організації.
Теорія діяльності далі стверджує, що суб'єкти об'єднані в спільноти, де правила є посередниками між суб'єктом і спільнотою, а між об'єктом і спільнотою — розподіл праці. Суб'єкт може бути частиною кількох спільнот, а сама спільнота може бути частиною інших спільнот.

### Творчість людини
Людська творчість відіграє важливу роль у теорії діяльності, що «люди… є по суті творчими істотами» з «творчим, непередбачуваним характером». Тихомиров також аналізує важливість творчої діяльності, протиставляючи її рутинній діяльності, і відзначає важливий зсув комп'ютеризації в балансі до творчої діяльності.
Карл Маркс, теоретик соціології, стверджував, що люди відрізняються від інших видів тим, що вони створюють усе, що їм потрібно для виживання. За Марксом, це описується як видове буття. Маркс вважав, що ми знаходимо свою справжню ідентичність у тому, що виробляємо своєю особистою працею.

### Навчання та неявне знання
Теорія діяльності має цікавий підхід до складних проблем навчання і, зокрема, неявного знання. Навчання було улюбленою темою теоретиків управління, але воно часто представлялося абстрактно, відокремлено від робочих процесів, до яких має застосовуватися навчання. Теорія діяльності надає потенційний коректив цій тенденції. Наприклад, огляд роботи Нонаки щодо створення знань, зроблений Енгестремом, пропонує вдосконалення, засновані на теорії діяльності, зокрема припускаючи, що процес організаційного навчання включає попередні етапи формування цілей і проблем, яких немає у Нонаки. Ломпшер, замість того, щоб розглядати навчання як передачу, бачить формування цілей навчання та розуміння учнем того, що їм потрібно отримати, як ключ до формування навчальної діяльності.
Особливо важливою для вивчення навчання в організаціях є проблема неявних знань, які, за словами Нонаки, «є дуже особистим і їх важко формалізувати, що ускладнює спілкування з іншими або обмін з іншими». Концепція операції Леонтьєва дає важливе розуміння цієї проблеми. Крім того, ключову ідею інтерналізації спочатку ввів Виготський як «внутрішню реконструкцію зовнішньої операції». Інтерналізація згодом стала ключовим терміном теорії неявних знань і була визначена як «процес втілення явних знань у неявні знання». Інтерналізація була описана Енгестремом як «ключовий психологічний механізм», відкритий Виготським, і далі обговорюється Веренікіною.

## Подальше читання
- Bertelsen, O.W. and Bødker, S., 2003. Activity theory. In J. M. Carroll (Ed.) HCI models, theories, and frameworks: Toward a multidisciplinary science, Morgan Kaufmann, San Francisco. pp. 291–324.
- Bryant, Susan, Andrea Forte and Amy Bruckman, Becoming Wikipedian: Transformation of participation in a collaborative online encyclopedia, Proceedings of GROUP International Conference on Supporting Group Work, 2005. pp 1.-10
- Kaptelinin, Victor, and Bonnie A. Nardi. (2006) Acting with Technology: Activity Theory and Interaction Design., MIT Press.
- Mazzoni, E. (2006). «Extending Web Sites' Usability: from a Cognitive Perspective to an Activity Theory Approach». In S. Zappala and C. Gray (Eds.) Impact of e-Commerce on Consumers and Small Firms. Aldershot, Hampshire (England), Ashgate.